# 슬로바키아국제방송

슬로바키아국제방송(슬로바키아어: Slovenský Rozhlas, Radio Slovakia International 약칭 RSI)은 슬로바키아의 국제방송이다. 슬로바키아 라디오에서 운영하고 있다. 1993년 슬로바키아가 독립한 후에 설립되었다. 전 세계를 향해 6개 언어로 방송한다. 주로 슬로바키아의 경제, 과학, 문화, 지리, 스포츠 등을 방송한다. 단파방송과 인터넷으로 들을 수 있다.

## 방송 언어
- 슬로바키아어
- 영어
- 프랑스어
- 독일어
- 스페인어
- 러시아어